# پیرازمیان
پیرازمیان روستایی است که در استان اردبیل، شهرستان مشگین‌شهر، بخش مشکین شرقی، دهستان نقدی قرار دارد. سنگ‌افراشته‌های شهر یئری نزدیک به این مکان قرار دارند.

## جمعیت
بر اساس سرشماری سال ۱۳۸۵ جمعیت این روستا ۳۹۳ نفر با ۹۳ خانوار بوده‌است.